# Death Do Us Part
Death Do Us Part (titulado Muerte a nosotros en las emisiones en Hispanoamérica y como Que la muerte nos separe en España) es el decimoprimer episodio de la cuarta temporada de la serie de televisión estadounidense de drama-sobrenatural y policíaca: Grimm. El guion principal del episodio fue escrito por Jeff Miller, mientras que la dirección general estuvo a cargo de Constantine Makris. 
El episodio se transmitió originalmente el 30 de enero del año 2015 por la cadena de televisión NBC. En Hispanoamérica el episodio se estrenó el 16 de febrero por el canal Universal Channel, mientras que en España fue emitido el 2 de agosto, por el canal Calle 13, siempre del mismo año.
Nick, Hank y ahora el sargento Wu, deben resolver un crimen de violencia de género y amor posesivo -que explica tanto el título como el epígrafe del episodio-, en el que está involucrado un wesen eléctrico de origen brasileño llamado Matança Zumbido, confundido con un fantasma. Juliette por su parte, recurre a la ayuda del capitán Renard para enfrentar su transformación en hexenbiest, quien a su vez la vincula con la misteriosa Henrietta.

## Título y epígrafe
El título es un juego de palabras de humor negro, a partir de la expresión típica en inglés para formalizar un matrimonio ("Till Death Do Us Part"), equivalente casi textual de la fórmula en español "Hasta que la muerte nos separe". Al quitarle la primera palabra a esa famosa expresión asociada con la felicidad, su sentido se invierte y queda un siniestro "Que la muerte nos separe".
El epígrafe del episodio corresponde a la célebre novela en ruso de León Tolstói Anna Karenina (Parte V, capítulo XIV), tomada de la traducción al inglés incluida en la también célebre compilación realizada en 1909 por Charles W. Eliot, bajo el nombre de The Shelf of Fiction, más conocida como Harvard Classics:
La frase está referida a los sentimientos de Lyovin ante Kitty, en los primeros meses de matrimonio:

Original en inglés
He felt now that he was not simply close to her, but that he did not know where he ended and she began.
Versiones en español
HispanoaméricaNo solo se sintió cerca, sino que no sabía donde acababa él y empezaba ella.
EspañaNo solo era algo muy suyo, sino que él mismo no sabía donde terminaba ella y empezaba él.

El párrafo completo se refiere a un momento de explosión de Kitty, en los primeros meses de matrimonio, que sorprende a Lyovin, cuando él pensaba que todo era armonía y felicidad: 

Inglés
He would have kissed her; she pushed him away. ‘What is it?’.‘You’ve been enjoying yourself,’ she began, trying to be calm and spiteful. But as soon as she opened her mouth, a stream of reproach, of senseless jealousy, of all that had been torturing her during that half-hour which she had spent sitting motionless at the window, burst from her. It was only then, for the first time, that he clearly understood what he had not understood when he led her out of the church after the wedding. He felt now that he was not simply close to her, but that he did not know where he ended and she began. He felt this from the agonising sensation of division that he experienced at that instant. He was offended for the first instant, but the very same second he felt that he could not be offended by her, that she was himself. He felt for the first moment as a man feels when, having suddenly received a violent blow from behind, turns round, angry and eager to avenge himself, to look for his antagonist, and finds that it is he himself who has accidentally struck himself, that there is no one to be angry with, and that he must put up with and try to soothe the pain.
Español
Intentó besarla y ella le rechazó. '¿Qué pasa?' 'Parece que has estado divirtiéndote' –empezó ella, tratando de permanecer calmada y mordaz. Pero, apenas abrió la boca, una catarata de reproches, celos absurdos, todo eso que la había atormentado durante esa media hora que pasó esperándolo sentada en la ventana, salió como algo que la quemara por dentro. Fue recién en ese momento, que él realmente entendió lo que no había entendido al salir de la iglesia, luego de la boda. Sintió en ese momento que él no solo estaba al lado de ella, sino que no sabía dónde terminaba él y dónde comenzaba ella. Eso fue lo que sintió al experimentar en ese instante la agonizante sensación de separación. Al principio se ofendió, pero en seguida sintió que ella no podía ofenderlo, porque ella era él mismo. Sintió lo que un hombre siente cuando recibe un violento golpe desde atrás y se da vuelta enojado y listo para vengarse, solo para encontrar que el agresor no es otro que él mismo que se golpeó accidentalmente, y que no habiendo nadie con quien enojarse, simplemente debe recuperar la calma y esperar que pase el dolor.

## Argumento
Tres jóvenes cazafantasmas entran con filmadoras a una casona abandonada donde cinco años antes se cometió un extraño crimen, en el que un matrimonio resultó inexplicablemente carbonizado. De inmediato detectan con sus instrumentos altos registros de electromagnetismo, con luces que se prenden sin estar conectadas a la red eléctrica, que sugieren la presencia de un fantasma. La experiencia tiene un desenlace fatal cuando uno de los jóvenes es atacado por el supuesto fantasma y resulta completamente carbonizado. Nick, Hank y ahora el sargento Wu, deben resolver el caso. Para ello se remontan al irresuelto crimen del matrimonio, entrevistándose con el detective que llevó el caso. Según su investigación, la esposa Patty Stetson tenía un affaire con otro hombre casado llamado Theo, pero finalmente decidió permanecer con su esposo, hecho que llevó al amante a matarlos y luego desaparecer. Pero el caso debió ser cerrado porque ningún dispositivo eléctrico podía explicar cómo habían sido carbonizados el hombre y la mujer. 
Nick, Hank y Wu interrogan entonces a Lily, la exesposa del supuesto asesino (Theo), pero esta tiene otra opinión. Ella piensa que el hombre carbonizado es su esposo Theo, que efectivamente estaba teniendo un affaire con Patty, pero que el asesino fue Stetson, el esposo de Patty despechado. Y tiene un argumento convincente: Theo no pudo haber sido el asesino, porque era un Scharfblicke, como ella. En cambio el asesino es un Matança Zumbido. De haber sabido que Stetson era un Matança Zumbido, nunca le habría dicho que su esposa y su marido estaban teniendo una aventura.
Los tres detectives revisan detalladamente los libros de Nick y encuentran al Matança Zumbido. Los manuscritos dicen que el wesen había sido detectado en el poblado de Borba, de existencia real en la Amazonia brasileña, cerca de Manaus y que estaba relacionado con la también real anguila eléctrica conocida como temblón, relacionada con la leyenda del Poraquê, un guerrero amazónico que utilizaba la electricidad de los rayos para destruir a sus enemigos, leyenda a la que el guion alude mencionando su similitud con Zeus. Los libros alertan también sobre el hecho de que puede incluso matar a un grimm, con la electricidad que emite, pero que existe una manera de evitar la descarga, utilizando veneno de una rana amazónica llamada dendrobatidae.
Esa noche todos vuelven a ir a la casona: los dos jóvenes sobrevivientes para cazar al fantasma, Lily para vengar a su esposo y los tres detectives para atrapar Stetson, el wesen eléctrico. Stetson por su parte, enloquecido de celos y detenido en el tiempo, atrapa a Lily y la obliga a recrear el momento que él descubrió a su esposa con Theo en la cama. Pero Nick interviene y lo neutraliza, aunque sin poder evitar que Lily lo mate de un balazo, "en defensa propia". Los jóvenes cazafantasmas filman todo y lo suben a Internet, pero en el departamento de policía no están preocupados porque "nadie cree en fantsamas".
Juliette por su parte, recurre a la ayuda del capitán Renard para enfrentar su transformación en hexenbiest, quien a su vez la vincula con la misteriosa Henrietta.

## Elenco regular
- David Giuntoli como Nick Burkhardt.
- Russell Hornsby como Hank Griffin.
- Bitsie Tulloch como Juliette Silverton.
- Silas Weir Mitchell como Monroe.
- Sasha Roiz como el capitán Renard.
- Bree Turner como Rosalee Calvert.
- Claire Coffee como Adalind Schade.
- Reggie Lee como el sargento Wu.